# KeyHole
KeyHole (буквально «замкова щілина») — загальна назва для серій американських військових супутників видової розвідки. Основною метою була детальна оптична розвідка території СРСР, Китаю та інших країн — потенційних супротивників США. Всього було розроблено і запущено 13 типів супутників «Кеу Hole». Супутники запускалися на орбіту з 1959 по 1986 роки.
Метою дезінформації, про перші супутники «Key hole» повідомляли, як про частину мирної космічної програми «Discoverer» (буквально — «дослідник», «першовідкривач»). З лютого 1962 року програма «Corona» стала особливо секретною і перестала ховатися під назвою Discoverer.
Вперше назва «Key Hole» зустрічається в 1962 році для KH-4, пізніше її ретроспективно використовували для всієї серії супутників, запущених до цього року.
Супутники серії КН-1 є першими супутниками військового призначення та видової розвідки зокрема. Знімки з KH-5 Argon вперше сфотографували Антарктиду з космосу.

## Особливості конструкції
Готові проекспоновані плівки спускалися на Землю в спеціальних капсулах (в радянській термінології апарат, що спускається (СА)). Капсули які спускаються на парашутах, підхоплювалися на льоту спеціально підготовленими літаками (на базі C-130) військово-повітряних сил США. Якщо підхопити капсулу не вдавалося, то її могли підібрати на воді кораблі військово-морського флоту США, але протягом обмеженого часу. По закінченню якого, з міркувань безпеки і секретності капсула з плівкою тонула, так як частина корпусу була зроблена з розчинних у воді матеріалів.

## Розробка і випробування
На деяких з перших знімків отриманих КА «Key Hole», виявлялися потемніння, «туманність» і яскраві смуги, які проявлялися на плівці, могли зникнути при наступному запуску аналогічного супутника, а потім повернутися знову. Як вдалося з'ясувати, причиною подібних явищ стала електростатична напруга і його розряди, що виникають при терті гумових компонентів камери при експонуванні.

## Модифікації

### KH 1-4, 4a, 4b
Супутники типів KH 1-4, 4a, 4b, мали загальну назву «Corona». Це кодове слово, а не акронім.
Космічні апарати (КА) цих типів запускалися в період 1959-1972 років.
Випробувальні запуски за програмою «Discoverer» (з тестовим навантаженням без фотокамер, всього 3 запуска) були проведені на початку 1959 року.
Перший КА серії KH-1 був запущений 25 червня 1959 року в 20:09 UTC року під найменуванням Діскаверер-4 (KH-1 1, Corona 4). Запуск був невдалим.

### KH-2
Перший супутник серії CORONA KH-2 — Діскаверер-16 (CORONA 9011) був запущений 26 жовтня 1960 року в 20:26 UTC. Запуск закінчився аварією ракети-носія.
Наступними супутниками серії «KH-2 CORONA» сталі «Діскаверер-18», «Діскаверер-25» і «Діскаверер-26» успішно виконали свої місії в 1960-1961 році, а також «Діскаверер-17», «Діскаверер-22» і «Діскаверер-28», місії яких також були невдалі.
Всього було запущено 144 супутника, 102 капсули, що спускаються капсули, повернулися з прийнятними фотознімками.
Останній запуск супутника серії «Corona» був здійснений 25 травня 1972 року. Проект був зупинений у зв'язку з виявленням радянського підводного човна, який чекав в районі приводнення капсул з фотоплівкою в Тихому океані. Найбільш вдалим періодом зйомки були 1966-1971 року, коли були здійснені 32 вдалих запуски з поверненням придатної фотоплівки.
Характеристики:
- Маса апаратів — близько 750 кг,
- Плівка — 70-мм,
  - Довжина плівки в касеті — 9600 метрів,
- Фокусна відстань об'єктиву — близько 60 см.

На супутниках цього типу використовувалася монопанорамна камера з роздільною здатністю на місцевості 7,5 метра (KH-1 — KH-4) і стереопанорамна камера з роздільною здатністю на місцевості 2,7 і 1,8 метра (KH-4a, KH-4b). Висота орбіти КА змінювалася в межах від 166 до 463 кілометрів над поверхнею Землі. Знімки отримували з роздільною здатністю на місцевості в 7,5 метрів. Два останніх супутника програми Corona мали кращу роздільну здатність в 2,75 і 1,8 метра за рахунок зниження висоти робочої орбіти.

### KH-5 ARGON
KH-5 — серія супутників «Key Hole», що призначалася для зйомки з низькою розподільчою здатністю на додаток до інших розвідувальних КА, для створення картографічної продукції. КА цієї серії виготовлялися компанією Lockheed.
Запускалися з авіабази Ванденберг ракетою-носієм «Thor-Agena» у 1961-1964 роки, спільно з запусками супутників KH-2 — KH-4 Corona і KH-6 Lanyard. Всього було здійснено 12 запусків, 7 з них невдалі.
Різні модифікації супутників KH-5 мали масу від 1150 до 1500 кг, наземна розподільча здатність 140 метрів зі смугою зйомки 556 км дозволяла знімати значну територію. Зйомка проводилася на 127-міліметрову (5-дюймову) плівку.

### KH-6 Lanyard
KH-6 Lanyard (англ. Lanyard — шнур, ремінець) — серія короткоживучих супутників видової розвідки, створюваних у США з березня по липень 1963 року. Перші запуски планувалося використовувати для зйомки ділянки поверхні поблизу Таллінна. В 1963 році американське розвідсуспільство передбачало, що там можуть бути розміщені радянські протиракети.
Маса КА — 1500 кг. Супутник оснащений камерою з об'єктивом з фокусною відстанню в 1,67 метра і роздільною здатністю на місцевості у 1,8 метра.
Всього було здійснено три запуски, один з них невдалий, другий запуск був без плівки і тільки один вдалий. Зйомка проводилася на 127-міліметрову (5-дюймову) плівку. Капсула містила 6850 метрів плівки, було відзнято 910 кадрів.

### KH-7 Gambit
KH-7 — серія супутників «Кеу Hole», з дуже високою (для свого часу) розподільчою здатністю. Призначалися для зйомки особливо важливих об'єктів на території СРСР і Китаю.
Супутники цього типу запускалися з липня 1963 року по червень 1967 року. Всі 38 супутників KH-7 запускалися з авіабази Ванденберг, 30 з них повернулися з фотознімками задовільної якості.
Спочатку розподільча здатність на місцевості становила 1,2 метра, але була покращена до 0,6 метра у 1966 році.
Характеристики:
- Маса КА — близько 2000 кг
- Кількість спускних капсул — 1 шт.

Технічні деталі місії досі секретні.

### KH-9 Hexagon
KH-9 Hexagon (Шестикутник), інша назва Велика птиця (англ. Big Bird). Серія супутників KeyHole зі збільшеним (до 275 днів) терміном служби. Збільшенню терміну служби сприяла установка 4 капсули з плівкою, а у частини супутників, оснащених «картографічною» камерою таких капсул було 5.
Маса супутників цього типу сильно зросла і досягла 11 400 — 13 300 кг.
КА були виготовлені компанією Lockheed, камери — Itek і Perkin-Elmer. З 20 запусків, лише один був невдалим.
На деякі із супутників KH-9 встановлювалася «картографічна» камера, яка була кадровою і використовувала 9-дюймову (229-міліметрову) плівку.

### KH-10 Dorian
Пілотована орбітальна лабораторія (англ. Manned Orbiting Laboratory, MOL).

### KH-11 Kennan (Crystal)
KH-11 Kennan (так само відомий під кодовими назвами 1010 і Crystal (Кристал)) став першим американським супутником-шпигуном, який використовував оптико-електронну цифрову фотокамеру і зміг передавати отримані зображення практично відразу після зйомки.
Перший запуск KH-11 відбувся 19 грудня 1976. Останній — 1 березня 1990 року.

### KH-12
KH-12 (також трапляються найменування «Advanced KENNAN», «Improved Crystal» і «Ikon») — присвоєне найменування зовнішніми спостерігачами пізнім варіантам супутників KH-11 — так звані Block III.

## Секретність
Програма «Corona» була офіційно засекреченою аж до 1992 року. 24 лютого 1995 року знімки зняті розвідувальними космічними апаратами серії KH 1-4, 4a та 4b Corona, а також KH-5 Argon і KH-6 Lanyard були розсекречені спеціальним указом президента США Білла Клінтона. Цим же указом були встановлені терміни розсекречення знімків KH-7 Gambit і KH-9 Hexagon — 2002 рік. В результаті стало доступно більше 990 000 кадрів за період з 1959 по 1980 роки, у тому числі:
- Близько 19 000 знімків KH-7 були розсекречені, але 100 кадрів території Ізраїлю секретні досі.
- 29 000 знімків з «картографічної» камери KH-9 (кожне покриває 3400 км2) були розсекречені в 2002 році. Виняток знову склала територія Ізраїлю.